# بخش واشینگتن (شهرستان مونرو، اوهایو)
بخش واشینگتن (به انگلیسی: Washington Township) یک منطقهٔ مسکونی در ایالات متحده آمریکا است که در شهرستان مونرو، اوهایو واقع شده‌است.
 بخش واشینگتن ۸۰٫۲ کیلومتر مربع مساحت و ۵۱۱ نفر جمعیت دارد و ۲۶۲ متر بالاتر از سطح دریا واقع شده‌است.